# Хавијер Серкас
Хавијер Серкас Мена шп. Javier Cercas Mena (1962.—) је шпански књижевник и преводилац. Докторирао је шпанску књижевност. Две године је предавао на Универзитеу у Илиноису, а од 1989. ради као професор шпанске књижевности на Универзитету у Ђирони. Пише књижевне есеје за каталонско издање дневног листа шп. El País - Ел Паис. Његова дела су преведена на више од 20 језика. Сматра се једним од најпопуларнијих шпанских савремених писаца.

## Објављена дела

### Романи
- шп.  - Мотив, збирка од пет прича (1987) , касније сажета у једну (2003)
- шп.  - Подстанар (1989)
- шп.  - Китова утроба (1997)
- шп.  - Војници Саламине (2001) по коме је снимљен филм. Сценарио и режија Давид Труеба.
- шп.  - Брзина светлости (2005)

### Хронике, чланци и есеји
- шп.  - Добра сезона, збирка новинских чланака (1998)
- шп.  - Реалне приче (2000)
- шп.  Агамемнонова истина (2006)

### Критике
- шп.  - Књижевно дело Гонсала Суареса (1993)
- шп.  - Анатомија једног тренутка (2009)

### Преводи
Радио је између осталих преводе са каталонског на шпански језик
- шп.  Гуадалахара (1997), шп. Ochenta y seis relatos Осамдесет и шест прича (2003), Splassshf (2004), писац Ким Монзоа
- шп. , Фрнасеск Трабал - Човек који се изгубио (1992)

са енглеског на шпански:
- енгл. , Џорџ Велс - Земља слепих и друге приче (1997; 2005)

### Награде
- Добитник је више награда 2001. у Шпанији, британског часописа The Independent - Foreign Fiction Prize 2004. и награде Grinzane Cavour - Италија 2003. за роман Војници Саламине
- Добитник је националне награде за књижевност (проза) 2010, за своје последње дело Анатомија једног тренутка. Ову награду додељује шпанско министарство културе за романе објављене претходне године на било ком од шпанских језика.
- Награда за критику у Чилеу

Као и других награда по избору читалаца и издавачких кућа у Шпанији.